# Intervalo de guarda
En telecomunicaciones, los intervalos de guarda se utilizan para asegurarse de que no interfieren las diferentes transmisiones entre ellas. Estas transmisiones pueden pertenecer a varios usuarios (como en TDMA) o al mismo usuario (como en OFDM).
El modo y el intervalo de guarda es una decisión de ingeniería que depende de la topografía, número de emisores y costes de implementación.
El propósito del intervalo de guarda es introducir inmunidad a los retardos, a los ecos y a las reflexiones de propagación, a los cuales los datos digitales son normalmente muy sensibles.

## Uso del intervalo de guarda
La señal COFDM se suele transmitir en redes denominadas SFN (Single Frequency Networks, Redes de Frecuencia Única). Este tipo de red se caracteriza porque cada uno de los canales digitales se transmiten a la vez en la misma frecuencia en todo el territorio que cubre la red. Esta particularidad exige que los transmisores hayan de estar sincronizados en tiempos a través de una red de receptor GPS de alta precisión temporal, de forma que las señales que lleguen al receptor, procedentes de diferentes transmisores, excepto pequeñas diferencias temporales, lleguen a la vez.
En COFDM, a cierta cantidad de datos transmitidos, se introduce un intervalo de guarda, durante el cual, los ecos no interfieren en la recepción. Durante este intervalo de guarda, la transmisión de datos digitales (símbolos) se interrumpen para dejar llegar a todos los diversos ecos al receptor, antes de transmitir los nuevos datos, puesto que estos sólo se interpretan fuera de este intervalo.
En TDMA, cada intervalo de tiempo acaba con un intervalo de guarda, para evitar la pérdida de datos y reducir la interferencia al usuario siguiente, causado por el retardo de propagación. Es un error común pensar que cada intervalo de tiempo de TDMA empieza con un intervalo de guarda, no obstante, las especificaciones técnicas de la ITU (G/M 05.05) dicen que va al final.
Intervalos de guarda más largos, permiten tolerar ecos más distantes. Sin embargo, intervalos de guarda más cortos, reducen la eficiencia del canal. Por ejemplo, en DVB-T, hay disponibles cuatro tipos de intervalos de guarda (dados como fracciones de un periodo de símbolo):
1/32, 1/16, 1/8 y 1/4.
Por lo tanto, 1/32, que es un intervalo corto, da menos protección, pero, la más alta velocidad de transferencia de datos. El de 1/4 da la mejor protección, pero la más baja velocidad de transferencia de datos.
Las ondas de radio se propagan a la velocidad de la luz, 5μs/milla. Idealmente, el intervalo de guarda debe ser más largo que el "retardo de propagación" del canal.

## Intervalo de corta distancia
El "intervalo de guarda" de símbolo estándar utilizado en 802.11 OFDM es de 0.8μs. Para aumentar la velocidad de los datos, la norma 802.11n añadió un soporte opcional para un intervalo de guarda de 0.4μs. Esto proporciona un aumento del 11% en la velocidad de transferencia de datos.
Cuanto más corto es el intervalo de guarda, más alta es la tasa de error en la transferencia de paquetes, si el "retardo de propagación" del canal es superior al intervalo de guarda y/o cuando la sincronización de tiempo entre el transmisor y el receptor no es precisa.
Se podría desarrollar un esquema para averiguar si un intervalo de guarda corto sería beneficioso en un enlace determinado. Para reducir la complejidad, los fabricantes normalmente, sólo aplican un intervalo de guarda corto, como último paso de adaptación de tasa, cuando el dispositivo está funcionando a la más alta velocidad de transferencia.

## El por qué del uso del intervalo de guarda

### Eco
En la difusión de la televisión terrestre, los ecos son los resultados de las trayectorias múltiples cogidas por la señal a transmitir. De hecho, la propagación de onda se somete a su entorno y estas ondas pueden venir a través de diferentes obstáculos en su trayectoria. Del transmisor al receptor, el tiempo de propagación es diferente para cada onda. Este fenómeno se le dice eco, la información llega por muchos caminos en diferentes momentos. El retardo de un eco comparado con la señal original se da en unidades de distancia (km o millas) o en tiempo (μs).

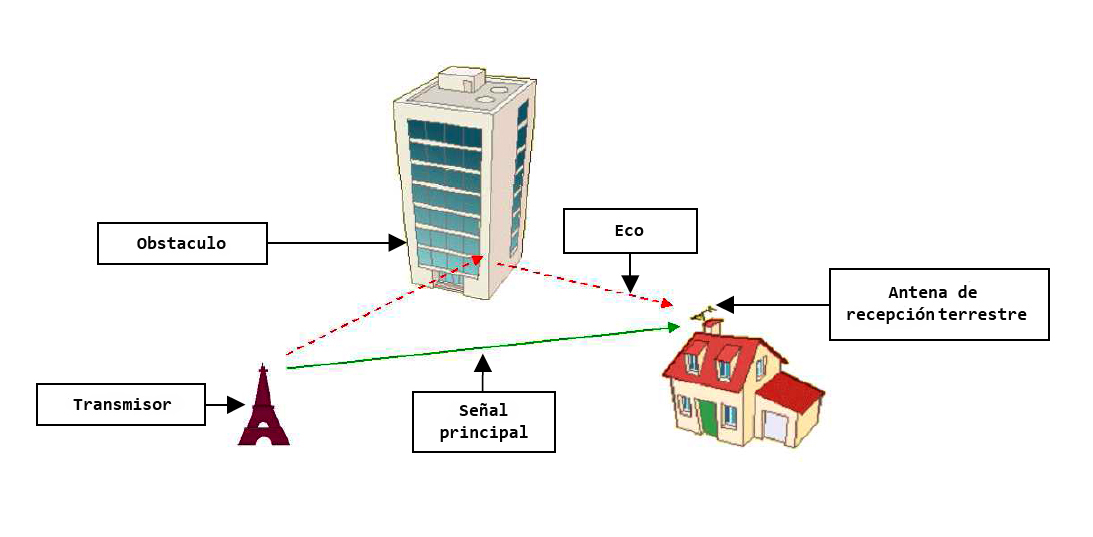
Ejemplo de Eco.

### Interferencias por efecto multicamino
En comunicaciones digitales los efectos multicamino se traducen en interferencias entre símbolos (ISI, interferencia intersímbol) y en la consiguiente destrucción de la información.
Supongamos que tenemos un sistema radioeléctrico dónde se tiene una portadora modulada digitalmente por símbolos consecutivos, cada uno de longitud N bits y duración Ts y que la señal llega al receptor por dos trayectos diferentes, de diferente longitud, de forma que una señal llega primero y la otra con un retardo equivalente a 4.5Ts como se ilustra en la figura (a). Este retardo da lugar a que en el receptor esté presente el símbolo n durante el período de integración, es decir de desmodulación, simultáneamente con porciones de los símbolos cuarto y quinto previos, n-4 y n-5, que se comportarán como señales interferentes sobre el símbolo deseado.
Si el retardo introducido por el segundo trayecto es inferior a Ts, se dará una situación similar a la que se ilustra en (b). La porción del símbolo n-1 presente durante el periodo de integración actuará también como interferencia, mientras que la porción retrasada del propio símbolo n se sumará consigo mismo de forma constructiva o destructiva, según sea la fase entre la porción directa y la retrasada.

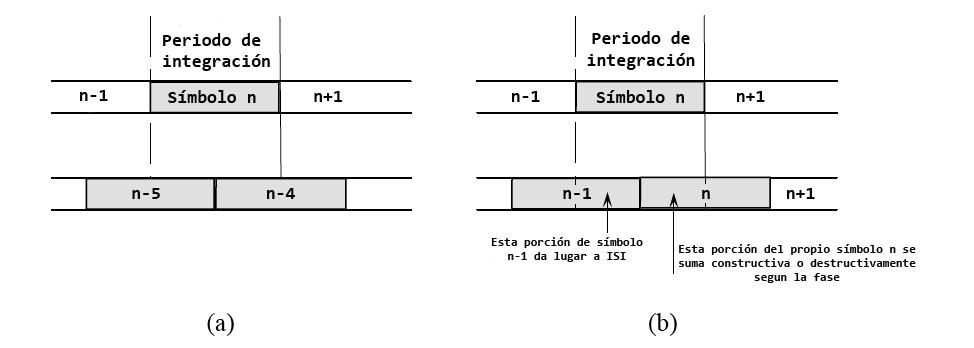
Forma en que se produce interferencia entre símbolos.

Aunque el retardo sea menor a la duración de un símbolo, se mantiene, en mayor o menor escalera, interferencia entre símbolos debido a la presencia del símbolo previo. Esto podría eliminarse si el periodo durante el cual se produce cada símbolo se hace mayor que el periodo durante el cual el receptor realiza la integración de la señal, lo que sugiere la conveniencia de utilizar un intervalo de guarda. El intervalo de guarda se refiere al dominio del tiempo y no debe confundirse con la banda de guarda en el dominio de frecuencia.

## Preservación de la ortogonalidad
Dos señales son ortogonales cuando en un intervalo [t1,t2] cumplen la condición:
Cuando dos señales son ortogonales, es posible hacer que utilicen simultáneamente el mismo ancho de banda sin interferirse entre sí. El caso más simple es el de la modulación de dos señales en cuadratura de fase.

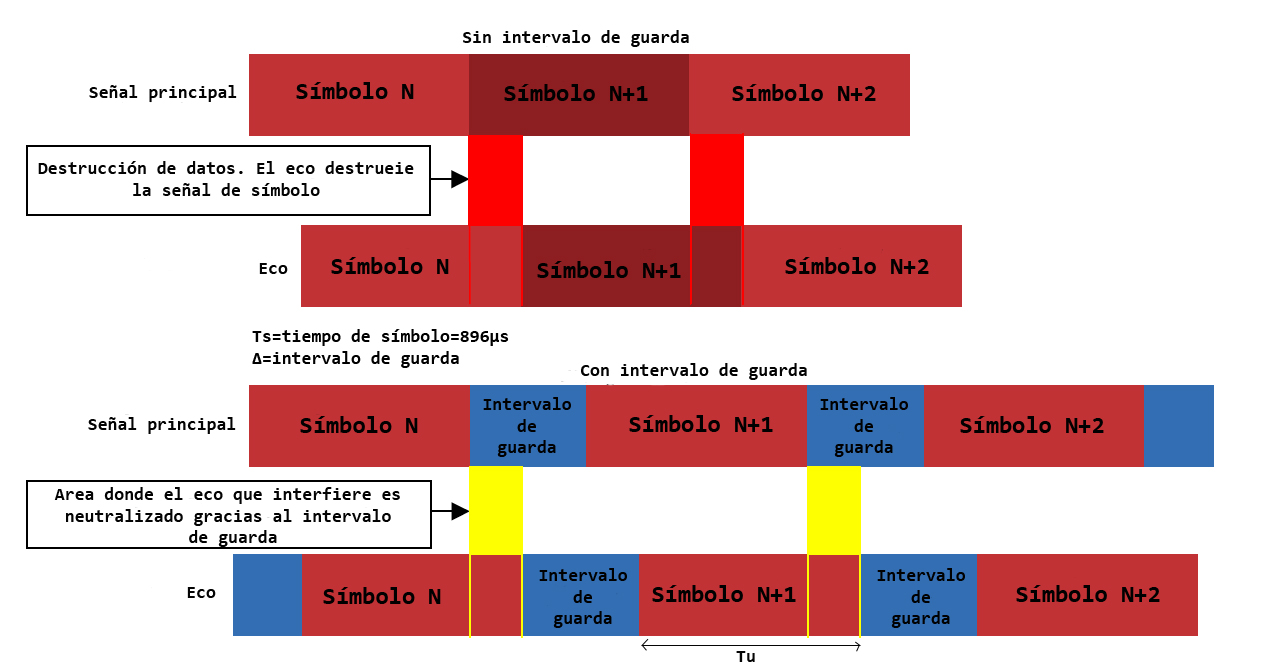
Receptor de ecos e intervalo de guarda. T 's =Ts + ∆.

Las subportadoras están moduladas por señales representadas por números complejos, que cambian de un símbolo a otro. Si el periodo de integración en el receptor se extiende a una duración de dos símbolos, como en el caso de señales retrasadas mencionado anteriormente, no solamente habrá ISI sobre la subportadora correspondiente al símbolo que se pretende integrar, sino que además habrá interferencia entre subportadoras (un símbolo siempre puede ser afectado por una versión retrasada de sí mismo, ICI, interferencia intrasímbol) y, por consecuencia, destrucción de la información. Para evitar esta situación, se agrega un intervalo de guarda.
La duración del símbolo se aumenta de forma que exceda el periodo de integración del receptor, Tu, de forma que también es la señal modulada completa. Todas las subportadoras son cíclicas durante Tu, de forma que también lo es la señal modulada completa. Por esto, el segmento que se añade al inicio del símbolo para formar el intervalo de guarda, es idéntico al segmento de la misma longitud al final del símbolo. (La razón por la cual el intervalo de guarda consiste en una copia del final del símbolo OFDM, es que el receptor integrará sobre un número entero de ciclos senoidales por cada uno de los multicaminos cuando realice la desmodulación de OFDM con la FFT). Mientras que el retardo sufrido por la señal a lo largo de cualquier trayecto, respecto al trayecto más corto sea menor que el intervalo de guarda, todas las componentes de la señal durante el periodo de integración proceden del mismo símbolo y se satisface así la condición de ortogonalitdad. La interferencia entre símbolos o entre portadoras sucederá sólo cuando el retardo relativo exceda la duración del intervalo de guarda.
El intervalo de guarda se tria según el retardo esperado en el medio particular de propagación que se lleva a cabo la comunicación. Por ejemplo en entornos en el interior de construcciones, el retardo o mejor dicho, la dispersión de retardo puede llegar a unas decenas de nanosegundos, mientras que en entornos exteriores, que las distancias son relativamente grandes, la dispersión de retardo puede llegar a hasta 50 μs o más. Puesto que la inserción del intervalo de guarda reduce la tasa binaria efectiva, no debe consumir una fracción importante de la duración del símbolo, Tu, puesto que de otra forma reduciría considerablemente la tasa binaria y la eficiencia espectral. En radiodifusión digital de audio (DAB), el intervalo de guarda utilizado es de 0.246Tu. En DVB-T hay varias opciones de las cuales el mayor intervalo es de 0.25Tu. Durante el periodo del intervalo de guarda, el receptor ignora la señal recibida.
El intervalo de guarda extiende la duración del símbolo transmitido y, por consecuencia, reduce ligeramente el caudal binario efectivo. Cuanto mayor sea el intervalo de guarda menor será la interferencia causada por los efectos multicamino y por lo tanto más eficiente será la resistencia a los ecos. No obstante la tasa de símbolos es menor.
Generalmente, el intervalo de guarda en el sistema DVB se representa por uno de los 4 valores dados en la tabla (1/4, 1/8, 1/16 o 1/32 del intervalo total del símbolo). Según la codificación utilizada, 2k o 8k COFDM, la duración del intervalo de guarda es diferente, 8k COFDM, con un intervalo de guarda de 1/32, es el más utilizado puesto que permito la tasa de símbolo más elevada con un correcto intervalo de guarda.

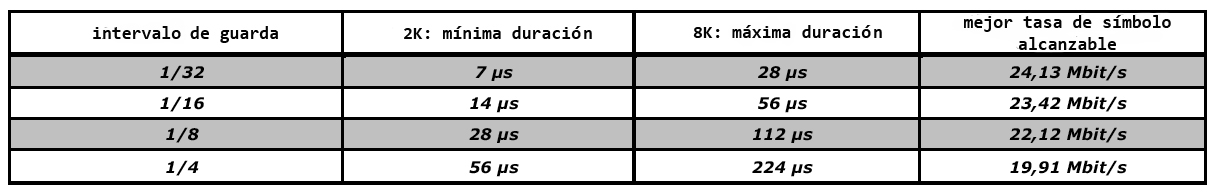

La ortogonalitdad se restaura en el receptor integrando la señal desmodulada sobre el intervalo del símbolo útil. Para ecos de duración menor a la del intervalo de guarda, el receptor puede encontrar un intervalo de duración Tu dónde no haya transiciones en el símbolo.
Además de los efectos multicamino descritos antes y que no son controlables, hay otras causas por las cuales puede perderse la ortogonalitdad y causar interferencia entre portadoras. Entre las principales se incluyen las desviaciones de frecuencia o fase en el oscilador local del receptor, ruido de fase en este y variaciones en las frecuencias de muestreo. Estas causas son, en buena medida, controlables mediante un diseño adecuado.